# Volta a Llombardia 1996
La Volta a Llombardia 1996 fou la 90a edició de la clàssica ciclista Volta a Llombardia. La cursa es va disputar el 19 d'octubre de 1996, sobre un recorregut de 250 km, i era la desena prova de la Copa del Món de ciclisme de 1996. El vencedor final fou l'italià Andrea Tafi, que s'imposà en l'arribada a Bèrgam.

## Classificació general
|    | Ciclista               | Equip                   | Temps      |
| -- | ---------------------- | ----------------------- | ---------- |
| 1  | Andrea Tafi (ITA)      | Mapei-GB                | 5h 51' 46" |
| 2  | Fabian Jeker (SUI)     | Festina-Lotus           | + 2' 19"   |
| 3  | Axel Merckx (BEL)      | Motorola                | + 2' 22"   |
| 4  | Daniele Nardello (ITA) | Mapei-GB                | + 2' 29"   |
| 5  | Davide Rebellin (ITA)  | Polti                   | m. t.      |
| 6  | Gianni Bugno (ITA)     | MG Maglificio-Technogym | + 3' 03"   |
| 7  | Richard Virenque (FRA) | Festina-Lotus           | + 3' 04"   |
| 8  | Mauro Gianetti (SUI)   | Polti                   | m. t.      |
| 9  | Laurent Jalabert (FRA) | ONCE                    | m. t.      |
| 10 | Andrea Peron (ITA)     | Motorola                | m. t.      |